# Limache
Limache is een gemeente in de Chileense provincie Marga Marga in de regio Valparaíso. Limache telde 46.121 inwoners in 2017 en heeft een oppervlakte van 294 km².

## Geboren
- Enzo Escobar (1951), Chileens voetballer

- Gemeinsame Normdatei: 1185844058
- Library of Congress Control Number: n00113020
- Nationale Bibliotheek van Israël: 987007475739905171
- Virtual International Authority File: 151236292